# (248) Lameia
(248) Lameia – planetoida z pasa głównego asteroid okrążająca Słońce w ciągu 3 lat i 324 dni w średniej odległości 2,47 j.a. Została odkryta 5 czerwca 1885 roku w Obserwatorium Uniwersyteckim w Wiedniu przez Johanna Palisę. Nazwa planetoidy pochodzi od Lamii, kochanki Zeusa w mitologii greckiej.